# Dicranella schreberi
Dicranella schreberi är en bladmossart som först beskrevs av William M. Wilson och Braithwaite, och fick sitt nu gällande namn av Limpricht 1886. Dicranella schreberi ingår i släktet jordmossor, och familjen Dicranaceae. Inga underarter finns listade i Catalogue of Life.